# سیارک ۸۱۳۴
سیارک ۸۱۳۴ (به انگلیسی: 8134 Minin، نامگذاری:1978SQ7) هشت هزار و صد و سی و چهارمین سیارک کشف شده‌است که در ۲۶ سپتامبر ۱۹۷۸ کشف شد.
قدر مطلق سیارک برابر ۱۴٫۳۰ است.